# Francisco I. Madero, La Trinitaria
Francisco I. Madero är en ort i Mexiko.   Den ligger i kommunen La Trinitaria och delstaten Chiapas, i den sydöstra delen av landet, 900 km öster om huvudstaden Mexico City. Francisco I. Madero ligger 771 meter över havet och antalet invånare är 302.
Terrängen runt Francisco I. Madero är lite bergig. Runt Francisco I. Madero är det ganska glesbefolkat, med 47 invånare per kvadratkilometer. Närmaste större samhälle är San Isidro el Zapotal, 6,6 km nordväst om Francisco I. Madero. I omgivningarna runt Francisco I. Madero växer i huvudsak städsegrön lövskog.